# Egbert Hochhauser
Egbert Hochhauser (26. března 1908 - 2004) byl rakouský důstojník Waffen-SS v hodnosti SS-Sturmbannführer (Major).

## Předválečná éra
Hochhauser se narodil ve městě Judenburg na území Rakouska. Počátkem roku 1933 vstupuje do SS a zároveň i do NSDAP. Při této příležitosti je přidělen ke 94. SS-Standarte Obersteiermark.
Absolbuje několik výcvikových kurzů a poté je odvelen do Krakova, kde slouží u 8. pěchotního pluku SS.
Od duba roku 1941 do května roku 1942 slouží u divize Totenkopf v Praze a následně na to jmenován velitelem 7. roty divize Deutschland.
V polovině srpna roku 1943 se účastní bojů o město Charkov a za útok na město si vyslouží železný kříž II. třídy a tankový bojový odznak v bronzu.
Od března do června roku 1944 absolvuje další výcvikový kurz ve Francii a poté je přidělen ke 15. Waffen-Grenadier Division der SS (lettische Nr. 1) pod velením SS-Brigadeführera Herberta von Obwurzera jako proviantní důstojník.
Na přelomu září a října roku 1944 je odvelen do Budapešti, kde slouží u 33. Waffen-Kavallerie Division der SS (ungarische Nr. 3).
Po válce se vyhýbá zatčení a žije ve Štýrsku a v roce 2004 umírá v domově důchodců v Judenburgu.

## Vojenská kariéra
- SS-Untersturmführer - 20. dubna, 1937
- SS-Obersturmführer - (?)
- SS-Hauptsturmführer der Reserve - 20. dubna, 1944
- SS-Sturmbannführer der Reserve - (?)